# Agnieszka Rybarczyk
Agnieszka Rybarczyk – polska informatyk i bioinformatyk, pracownik naukowy Wydziału Informatyki i Telekomunikacji Politechniki Poznańskiej oraz Instytutu Chemii Bioorganicznej PAN, gdzie pracuje w Zakładzie Bioinformatyki.

## Życiorys
W 2001 r. ukończyła informatykę na Politechnice Poznańskiej, a w 2004 r. biologię na Uniwersytecie im. Adama Mickiewicza w Poznaniu. Rozprawę doktorską pt. Algorytmiczne aspekty procesu degradacji RNA, wykonaną pod kierunkiem prof. Jacka Błażewicza i Marka Figlerowicza, obroniła w 2010 r. na Wydziale Informatyki PP. W 2019 r. uzyskała stopień doktora habilitowanego nauk technicznych na podstawie osiągnięcia pt. Kombinatoryczne algorytmy analizy i projektowania degradomu RNA, także na Wydziale Informatyki PP.